# 豫益
豫益（1796年—？），刘氏，字子虞，号簣山、莲塘，内务府汉军镶黄旗人，进士出身，清朝政治人物。

## 生平
豫益為嘉庆（1816年）丙子科优贡，己卯科（1819年）举人（时隶内务府镶黄旗汉军庆龄佐领下），道光二年（1822年）壬午恩科進士。选翰林院编修。补授江南道御史，转江西道御史，补授江寧府知府，补扬州府知府，调蘇州府知府，丁忧卸事，道光十八年补授徽州府知府。道光十九年（1839年）任松江府知府一职（在徽州府知府任上与镶红旗满洲、松江府知府文康对调，次年由李宣范接任），护理两淮盐运使，奏办上海军需总局。

## 家庭
- 曾祖鍾麟。妻瓜爾佳氏、李氏。
- 祖父劉淳，内務府郎中兼回子佐領。
- 父敏遜（字瀟齋），乾隆四十八年（1783）癸卯科武举人，江西安福寺御所千总。嫡母龍氏（父雍正庚戌科進士龍光㬎），继母富察氏（父慶玉）。
- 胞叔伯：
  - 敏惪（又銘悳），嘉庆丁卯科举人，嘉慶己巳恩科進士。其子咸豐壬子科進士、烏魯木齊副都統豫師。
  - 敏和，乾隆四十八年（1783）癸卯科武举人（与其兄敏遜同榜），正阳门千总。
  - 敏谦，内务府武英殿主事。
  - 敏端，内务府掌仪司主事。
  - 敏慎。
- 姑母劉佳氏，嫁宗室綿爵（父宗室永化，祖父散秩大臣、鑲藍旗漢軍都統宗室弘暟，曾祖父恂勤郡王允禵即康熙帝第十四子）。
- 嫡堂兄豫晉。妻郝氏（父镶黄旗汉军郝寧安，曾祖吏部尚书郝玉麟；嫡堂姊郝氏系正蓝旗汉军、道光庚戌（1850）进士胡氏吉惠 (道光进士)的继母、光緒二年丙子（1876）恩科進士胡俊章之继祖母）。
- 妻張嘉特氏（胞兄正黃旗蒙古、道光十三年（1833年）癸巳科進士德齡 (道光進士)，父嘉慶壬戌科進士隆安 (嘉慶進士)，嫡堂兄道光十三年（1833年）癸巳科進士德成 (道光進士)；胞姊張嘉特氏，嫁正红旗满洲、直隶河間府知府覺羅德齡（胞兄嘉慶十九年（1814年）甲戌科進士覺羅德寧，先祖索長阿））。庶妻顧氏。
- 子裕曾（字繼菴），咸丰元年（1851）辛亥恩科举人。原配妻甯氏（父甯富明），继妻李氏（父内务府正白旗汉军李昆芳，胞叔杭州织造崑瑛，祖父吉星，先祖内务府库掌魁明，系光緒三年（1877年）丁丑科进士繼昌 (光緒進士)家族；姑母李氏嫁内务府镶黄旗满洲葉赫那拉氏興誠，其子内务府都虞司郎中、江南織造斌安，孙光緒二年丙子恩科進士那桂、光緒丁丑進士那謙，属清末军机大臣那桐家族）。
- 子耀曾，道光己酉舉人。妻張嘉特氏。
- 女刘氏，嫁正蓝旗满洲、咸丰二年顺天乡试举人洪我綽氏福昌（父麟勲；胞姊洪我綽氏嫁正藍旗滿洲江寧駐防炳元（字煦村），其子光緒甲午進士承厚）。
- 女刘氏，嫁正黃旗蒙古張嘉特氏景椿（父道光癸巳科進士、葉爾羌參贊大臣德齡 (道光進士)，祖父嘉慶壬戌科進士隆安 (嘉慶進士)；姑母一張嘉特氏，嫁豫益；姑母二張嘉特氏，嫁正红旗满洲、河間府知府覺羅德齡，其胞兄嘉慶甲戌科進士覺羅德寧，父覺羅景慶，胞姊觉罗氏嫁鑲藍旗滿洲、嘉慶乙丑科進士赫舍里氏那丹珠 (赫舍里氏)（曾祖文華殿大學士嵩祝），先祖覺羅索長阿）。
- 孙儿桂保（父裕曾），光绪十七年顺天乡试举人。妻李氏（父內務府正白旗漢軍李希晉，祖父嘉慶十三年戊辰（1808）二甲進士李恩繹；胞姊李氏嫁鑲黃旗滿洲、咸豐丙辰科進士馬佳氏紹祺；胞姊李氏嫁镶黄旗满洲、咸丰二年顺天乡试科举人裕瑚鲁氏恩元（父道光丙申進士承齡）；堂姊李氏原配嫁正蓝旗汉军、光緒二年丙子（1876）恩科進士胡俊章）。